# 액면 변경
액면변경(額面變更)은 액면주가 액면 금액을 변경하는 일을 가리키는 단어이다. 증액할 경우에는 액면 인상, 또는 액면 증가라고 한다. 다만 1주의 가액을 인상할 경우 외에 신주를 발행하지 않고 무상교부를 위한 수단으로서 쓰이는 일도 있다. 예컨대 재평가적립금의 자본 구성으로서 액면 5,000원을 10,000원으로 인상하며, 차액 5,000원만큼 무상 교부하는 방법이다.